# ميخائيل غارسيا (لاعب كرة قدم)
ميخائيل غارسيا (بالإنجليزية: Michael Garcia)‏ هو لاعب كرة قدم أسترالي، ولد في 22 مارس 1977 في أستراليا.